# Уробилиноген
Уробилиноген — бесцветный продукт восстановления билирубина, формирующийся под действием кишечных бактерий. Некоторое количество уробилиногена снова реабсорбируется в кровоток и выводятся наружу через почки, что представляет собой нормальный «энтерогепатический цикл уробилиногена». Уробилиноген преобразуется в жёлтый пигмент уробилин, содержащийся в моче.
Повышенное содержание билирубина, образующегося при гемолизе, вызывает повышенное образование уробилиногена в кишечнике. При заболеваниях печени (например, при гепатите), уробилиногеновый цикл в печени ингибируется, что тоже увеличивает уровень уробилиногена.
Снижение уровня уробилиногена в моче может происходить у заболевших желтухой или при лечении антибиотиками широкого спектра, которые уничтожают бактериальную флору кишечника. Также это может быть вызвано приёмом лекарств, подкисляющих мочу, таких как хлорид аммония или аскорбиновая кислота.
Повышенный уровень может быть симптомом гемолитической анемии (чрезмерное разрушение красных кровяных телец) или различных проблем с печенью.

## Номенклатура
Уробилиноген (d-уробилиноген) тесно связан с двумя другими соединениями: мезобилирубиногеном (i-уробилиноген) и стеркобилиногеном (i-стеркобилиноген). Непосредственно уробилиноген может быть восстановлен до мезобилирубиногена, а мезобилирубиноген восстанавливается до стеркобилиногена. Все три вещества зачастую обозначают «уробилиногены», что вызывает недопонимание и путаницу.

## Единица Эрлиха
Содержание уробилиногена определяется при помощи реакции с реактивом Эрлиха, содержащим 4-диметиламинобензальдегид и измеряется в единицах Эрлиха. Одна единица Эрлиха равняется одному миллиграмму уробилиногена на децилитр мочи (1 мг/дЛ).